# 館閣校勘
館閣校勘是宋朝專有的官職。
官方校勘起源甚早，《国语·鲁语》载鲁大夫闵马父对景伯说；“昔正考父校商之名颂十二篇于周太师，以《那》为首。”北宋校勘始於淳化五年七月，诏选官分校《史记》、前、后《汉书》。欧阳修在康定元年担任过“馆阁校勘”。《南宋馆阁录》“卷三《储藏》门记载：“诸字有误者，以雌黄涂讫，别书。或多字，以雌黄圈之；少者，于字旁添入；或字侧不容注者，即用朱圈，仍于本行上下空纸上标写。倒置，于两字间书乙字。诸点语断处，以侧为正；其有人名、地点、物名等合细分者，即于中间细点。”